# Ragna Ingólfsdóttir
Ragna Ingólfsdóttir (Reykjavik, 22 februari 1983) is een IJslands badmintonster. Ze speelt sinds 1998 op nationaal niveau en sinds 2006 ook op internationaal niveau. Ze speelde tweemaal op de Olympische Spelen: in 2008 en 2012. Bij beide toernooien kwam ze niet verder dan de groepsfase. Haar hoogste plaats op de wereldranglijst was de 64e plaats, in september 2011.
Ragna Ingólfsdóttir speelt bij de IJslandse badmintonvereniging TBR. Naast het badmintonnen studeert ze filosofie en psychologie aan de Universiteit van IJsland.
- Virtual International Authority File: 1513152139974411100004